# Heuberg (Weißenburg)
Heuberg ist ein Gemeindeteil der Großen Kreisstadt Weißenburg in Bayern im Landkreis Weißenburg-Gunzenhausen (Mittelfranken, Bayern). Heuberg liegt in der Gemarkung Suffersheim.

## Geographie
Das Angerdorf befindet sich auf einer Hochfläche nahe Haardt, nördlich von Suffersheim und südlich des Ludwigswaldes, des Weißenburger Stadtwaldes. Bis zur Weißenburger Altstadt sind es rund fünf Kilometer.

## Geschichte
Zwischen 1270 und 1300 wurde Heuberg von den Marschällen von Pappenheim als Rodungssiedlung gegründet, nachdem die vorherige, um 1200 gegründete Siedlung Noradenberg zerstört worden war. Es bestand ursprünglich aus acht Höfen, die um den Dorfanger mit dem Weiher und dem Gemeindehirtenhaus angeordnet waren. 1591 kam der Weiler zur Freien Reichsstadt Weißenburg, in deren Besitz es bis 1802 blieb. Bis zum 1. Mai 1978 war Heuberg ein Gemeindeteil der ehemaligen Gemeinde Suffersheim, die im Zuge der Gemeindegebietsreform nach Weißenburg eingemeindet wurde.

## Baudenkmäler
Zu den Baudenkmälern in Heuberg gehört das als Jurahaus errichtete, eingeschossige Wohnstallhaus Heuberg 4 mit Flachsatteldach und Kniestock aus dem 18. oder 19. Jahrhundert, welches 1919 erneuert wurde. Daneben gibt es das zweigeschossige Wohnstallhaus Heuberg 6 eines Dreiseithofes mit Flachsatteldach und Kniestock aus dem Jahre 1851. Das ehemalige, eingeschossige Hirtenhaus Heuberg 5 mit Flachsatteldach und hohem Kniestock besteht teilweise aus Fachwerk und wurde 1803 erbaut. Ein ehemaliger Bauernhof ist das eingeschossige Wohnstallhaus Heuberg 8 von 1764 mit Fachwerkscheune von 1775.